# Cheri Blauwet
Cheri A. Blauwet (* 15. Mai 1980 in Larchwood, Iowa, USA) ist eine US-amerikanische Ärztin und Rollstuhlsportlerin. Sie gewann viermal den Los-Angeles-Marathon und jeweils zweimal den Boston-Marathon und den New-York-City-Marathon.

## Leben
Blauwet wuchs in Larchwood als Tochter von Dale und Judy Blauwet in einer Bauernfamilie auf. Ein Landwirtschaftsunfall führte zu einer Rückenmarksverletzung, so dass sie bereits ab einem Alter von 18 Monaten auf einen Rollstuhl angewiesen war. In der High School begann sie Rennen zu fahren und während ihres Studiums der Molekularbiologie und Zellbiologie von 1998 bis 2002 an der University of Arizona war sie Mitglied des Wheelchair Track and Road Racing Teams der Universität.

## Sportliche Karriere
Blauwet begann ihre sportliche Karriere als Rollstuhlsprinterin, konzentrierte sich später aber auf längere Distanzen. Bei den Sommer-Paralympics 2000 gewann sie eine Silbermedaille über 100 m und dreimal Bronze über 200 m, 400 m und 800 m. Sie nahm 2002 an ihrem ersten Marathon in Japan teil. Anschließend gewann sie 2002 und 2003 den New-York-City-Marathon, sowie 2004 und 2005 den Boston-Marathon. 2003, 2004, 2005 und 2008 gewann sie den Los Angeles Marathon. Sie nahm für das US-Team an den Paralympischen Spielen 2000 in Sydney, 2004 in Athen, 2008 in Peking teil und gewann sieben paralympische Medaillen.
Blauwet wurde 2002 zum Mitglied des USA Today All-USA Academic Teams ernannt und für den ESPY Award, den Laureus World Sports Award und den Women’s Sports Foundation Athlet of the Year nominiert.
Seit 2016 ist sie im Verwaltungsrat der Boston Athletic Association und seit 2017 im Aufsichtsrat des Olympischen Komitees der Vereinigten Staaten.

## Medizinische Karriere
Blauwet studierte von 2003 bis 2009 an der Stanford University School of Medicine. Nach ihrem Abschluss absolvierte sie 2010 ein Praktikum in der Inneren Medizin am Brigham and Women’s Hospital und 2013 eine Facharztausbildung am Spaulding Rehabilitation Hospital/Harvard Medical School, wo sie als Oberärztin tätig war. 2014 war sie mit einem Stipendium in Sportmedizin am Rehabilitation Institute of Chicago tätig. Sie ist seit 2014 Assistenzprofessorin für Physikalische Medizin und Rehabilitation an der Harvard Medical School und Oberärztin am Brigham and Women’s Hospital und Spaulding Rehabilitation Hospital, wo sie sich auf Sportmedizin spezialisiert hat.
Sie hat zahlreiche wissenschaftliche Arbeiten mit den Schwerpunkten Sportmedizin, adaptive Sportarten und Bewegung sowie Frauen in der Medizin veröffentlicht.
Derzeit ist sie die Vorsitzende der Medizinischen Kommission des Internationalen Paralympischen Komitees, ist im Vorstand des Olympischen Komitees der Vereinigten Staaten sowie der Medizinischen und Wissenschaftlichen Kommission des Internationalen Olympischen Komitees.

## Veröffentlichungen (Auswahl)
- mit Jeffrey N. Katz, Andrew J. Schoenfeld: Principles of Orthopedic Practice for Primary Care Providers. Springer, 2018, ISBN 978-3-319-68660-8.

## Ehrungen
- 2016:  Harold Amos Diversity Award, Harvard Medical School, der ihre herausragenden Leistungen bei der Förderung der Forschung und klinischen Versorgung von Sportlern mit Behinderungen sowie der Förderung von Möglichkeiten für Lehrkräfte und Auszubildende mit Behinderungen würdigte[3]
- 2015: Ehrendoktorwürde, Emerson College[4][5]
- 2016: Bostons Ten Outstanding Young Leaders, Boston Chamber of Commerce[6]